# Vouliagméni
Vouliagméni (grec moderne : Βουλιαγμένη) est une commune littorale grecque située à 20 km au sud d'Athènes. Depuis 2011, elle fait partie du dème de Vári-Voúla-Vouliagméni. Selon le recensement de 2011, la population de Vouliagméni compte 4 180 habitants. La localité doit son nom au lac de Vouliagméni, situé à proximité. C'est l'une des banlieues athéniennes les plus prestigieuses, qui abrite des hôtels et des plages de renom. Le quartier affiche des prix immobiliers parmi les plus élevés des Balkans. 